# جائزة بلجيكا الكبرى 1967
جائزة بلجيكا الكبرى 1967 هو سباق فورمولا 1 أقيم بتاريخ 18 يونيو 1967 في حلبة دي سبا فرانكورشومب، بلجيكا. كان الرابع من أصل 11 في بطولة العالم لسباقات الفورمولا واحد موسم 1967. حلّ الأمريكي دان جورني أولا بينما جاء البريطاني جاكي ستيورات في المركز الثاني.

## وصلات خارجية
- الموقع الرسمي